# Foot Ball Club Liberty 1925-1926
Questa pagina raccoglie i dati riguardanti il Foot Ball Club Liberty nelle competizioni ufficiali della stagione 1925-1926.

## Stagione
Fonti
Nel precampionato fu ingaggiato un altro ungherese, il regista Tomesko.
Per evitare che la Lega Sud decidesse di far disputare il derby ancora in campo neutro, il 4 ottobre 1925 i dirigenti di Liberty e Ideale firmarono un patto di fratellanza, in cui furono invitati tifosi e atleti di entrambe le fazioni "a mantenere un contegno correttissimo"; una commissione di vigilanza, composta da dirigenti di entrambe le società, avrebbe preso provvedimenti nei confronti dei trasgressori. L'accordo fu reso noto dai giornali locali due giorni dopo. 
Il girone d'andata vide i bianco-blu in rendimento discontinuo, con l'ottenimento di 4 punti in 4 gare (incluso il turno di riposo); nel girone di ritorno 3 vittorie e 6 punti per un totale di 10, così chiudendo di nuovo al secondo posto del girone preliminare. Al primo posto la Pro Italia, come nella stagione passata, che aveva vinto entrambi i confronti con i libertiani, 2-0 all'andata e 0-1 a Bari, al ritorno; gli incontri con l'Audace videro invece gli strisciati sopperire all'andata, 3-1 a Taranto, e vincere 2-0 al ritorno (i rossi chiusero la fase regionale al terzo posto, con un punto di distacco dai libertiani). Doppiamente battuta l'Ideale, 2-1 all'andata, 0-1 al ritorno. I bianco-bleu conclusero la fase regionale senza ottenere alcun pareggio.
L'8 dicembre del 1925 era stato inaugurato nel quartiere barese Carrassi il nuovo stadio "Campo degli Sports", costruito e finanziato dallo stesso F.C. Liberty, dato il poco interesse del Comune di Bari a finanziare una simile opera. Il Campo San Lorenzo, che era la Piazza d'armi del capoluogo, era di proprietà militare e soddisfaceva sempre meno le crescenti esigenze delle due maggiori squadre calcistiche locali. All'inaugurazione furono presenti le maggiori istituzioni cittadine del tempo e il Liberty batté in amichevole l'Anconitana per 1-0, con goal siglato su rigore da Costantino. 
I libertiani giunsero quindi, come nella stagione precedente, alle semifinali di Lega Sud. Nel girone A a cinque squadre ottennero con 7 punti la quarta e penultima posizione; le uniche due vittorie arrivarono anche in questo campionato contro la Messinese, poi giunta ultima a 0 punti. Capolista e qualificato alla finale l'Internazionale-Naples, con 13 punti (poi battuto nella finale di Lega dall'Alba Roma).

## Rosa
| N. |                     | Ruolo | Calciatore          |
| -- | ------------------- | ----- | ------------------- |
|    | Italia (bandiera)   | C     | Albanese            |
|    | Italia (bandiera)   | A     | Bellomo             |
|    | Italia (bandiera)   | P     | Florindo Cervini    |
|    | Italia (bandiera)   | A     | Raffaele Costantino |
|    | Italia (bandiera)   | A     | De Vito             |
|    | Italia (bandiera)   | D     | Ferrara             |
|    | Italia (bandiera)   | A     | Luigi Fuiani        |
|    | Ungheria (bandiera) | C     | János Hajdu         |
|    | Italia (bandiera)   | D     | Antonio Lella       |
|    | Italia (bandiera)   | A     | Lella II            |
|    | Italia (bandiera)   | A     | Domenico Locatelli  |

| N. |                     | Ruolo | Calciatore          |
| -- | ------------------- | ----- | ------------------- |
|    | Italia (bandiera)   | D     | Gaetano Loiacono    |
|    | Italia (bandiera)   | D     | Maselli III         |
|    | Italia (bandiera)   | A     | Lorenzo Mastroserio |
|    | Italia (bandiera)   | D     | Vito Minunno        |
|    | Italia (bandiera)   | A     | Luigi Perilli       |
|    | Italia (bandiera)   | P     | Reggiani            |
|    | Italia (bandiera)   | D     | Sartoris            |
|    | Italia (bandiera)   | D     | Onofrio Terrevoli   |
|    | Ungheria (bandiera) | C     | Tomesko             |
|    | Italia (bandiera)   | C     | Salvatore Vescina   |
|    | Italia (bandiera)   | P     | Ciro Visciano       |

## Risultati

### Prima Divisione

#### Girone pugliese

##### Girone di andata
| Arbitro: | Trama (Torre Annunziata) |

|             |           |                        |
| Gorreto 30’ | Marcatori | 61’ Lella II 70’ Hajdu |

| Arbitro: | De Michele (Taranto) |

|                            |           |               |
| Piccolo 10’, 55’ Gallo 23’ | Marcatori | 62’ Locatelli |

| Arbitro: | Malagodi (Ferrara) |

|                            |           |               |
| Costantino 11’, 15’ (rig.) | Marcatori | 77’ Solfrizzi |

| Arbitro: | Torro (Taranto) |

|                             |           |  |
| De Pasquale 7’ Bertucci 11’ | Marcatori |  |

##### Girone di ritorno
| Arbitro: | Fornarelli (Bari) |

|                                            |           |  |
| Costantino 37’ Perilli 42’ Mastroserio 55’ | Marcatori |  |

| Arbitro: | Fornarelli (Bari) |

|                           |           |  |
| Perilli 8’ Costantino 75’ | Marcatori |  |

| Arbitro: | Celano (Roma) |

|  |           |                |
|  | Marcatori | 50’ Costantino |

| Arbitro: | Gasparini |

|  |           |             |
|  | Marcatori | 69’ Cazzato |

#### Semifinali Lega Sud - girone A

##### Girone di andata
| Arbitro: | Fontana (Napoli) |

|                           |           |                                         |
| Mondello 51’ Mazzullo 54’ | Marcatori | 28’, 41’ Bellomo 40’ Sartoris 90’ Hajdu |

| Arbitro: | Trama (Torre Annunziata) |

|                                       |           |                           |
| Sansoni III 51’ De Micheli 66’ (rig.) | Marcatori | 88’ Perilli 90’ Terrevoli |

| Arbitro: | Reichlin (Napoli) |

|                     |           |                             |
| Costantino 36’, 41’ | Marcatori | 25’, 45’ Panzone 53’ Bakony |

| Arbitro: | Celano (Roma) |

|                  |           |  |
| Ferrari 55’, 85’ | Marcatori |  |

##### Girone di ritorno
| Arbitro: | Esposito (Napoli) |

|                                                       |           |  |
| Terrevoli 7’, 24’ Costantino 9’, 76’ Perilli 51’, 70’ | Marcatori |  |

| Arbitro: | Pierallini (Modena) |

|          |           |            |
| Hajdu 6’ | Marcatori | 58’ Scocco |

| Arbitro: | Galassi (Roma) |

|                                                   |           |             |
| Bakony 7’, 25’, 47’ Panzone 10’, 78’ Marinari 35’ | Marcatori | 66’ Bellomo |

| Arbitro: | Galassi (Roma) |

|                            |           |                         |
| Costantino 38’, 63’ (rig.) | Marcatori | 35’ Ghisi I 41’ Ferrari |

## Statistiche

### Statistiche di squadra
| Competizione                      | Punti | In casa | In casa | In casa | In casa | In casa | In casa | In trasferta | In trasferta | In trasferta | In trasferta | In trasferta | In trasferta | Totale | Totale | Totale | Totale | Totale | Totale | DR |
| Competizione                      | Punti | G       | V       | N       | P       | Gf      | Gs      | G            | V            | N            | P            | Gf           | Gs           | G      | V      | N      | P      | Gf     | Gs     | DR |
| --------------------------------- | ----- | ------- | ------- | ------- | ------- | ------- | ------- | ------------ | ------------ | ------------ | ------------ | ------------ | ------------ | ------ | ------ | ------ | ------ | ------ | ------ | -- |
| Prima Divisione - girone pugliese | 10    | 4       | 3       | 0       | 1       | 7       | 2       | 4            | 2            | 0            | 2            | 4            | 6            | 8      | 5      | 0      | 3      | 11     | 8      | +3 |
| Prima Divisione - semifinali Sud  | 7     | 4       | 1       | 2       | 1       | 11      | 6       | 4            | 1            | 1            | 2            | 7            | 12           | 8      | 2      | 3      | 3      | 18     | 18     | 0  |
| Totale                            | -     | 8       | 4       | 2       | 2       | 18      | 8       | 8            | 3            | 1            | 4            | 11           | 18           | 16     | 7      | 3      | 6      | 29     | 26     | +3 |

### Statistiche dei giocatori
| Giocatore     | Prima Divisione | Prima Divisione |
| Giocatore     | Presenze        | Reti            |
| ------------- | --------------- | --------------- |
| Albanese      | 3               | 0               |
| Bellomo       | 8               | 3               |
| F. Cervini    | 3               | -6              |
| R. Costantino | 14              | 11              |
| De Vito       | 2               | 0               |
| Ferrara       | 8               | 0               |
| Fuiani        | 1               | 0               |
| J. Hajdu      | 16              | 3               |
| A. Lella (I)  | 3               | 0               |
| Lella (II)    | 13              | 1               |
| D. Locatelli  | 10              | 1               |
| Loiacono      | 14              | 0               |
| Maselli III   | 1               | 0               |
| Mastroserio   | 1               | 1               |
| V. Minunno    | 8               | 0               |
| Perilli       | 15              | 5               |
| Reggiani      | 1               | 0               |
| Sartoris      | 14              | 1               |
| Terrevoli     | 7               | 3               |
| Tomesko       | 16              | 0               |
| Vescina       | 6               | 0               |
| C. Visciano   | 12              | -20             |